# Фатіївка (Курська область)
Фатіївка (рос. Фатеевка) — село в Дмитрієвському районі Курської області Російської Федерації.
Населення становить 186 осіб. Входить до складу муніципального утворення Почепська сільрада.

## Історія
Населений пункт розташований на території українського етнічного та культурного краю Східна Слобожанщина.
Від 2004 року входить до складу муніципального утворення Почепська сільрада.

## Населення
| 1862 | 1877  | 1897  | 1979 | 2002 | 2010 |
| ---- | ----- | ----- | ---- | ---- | ---- |
| 1232 | ↘1196 | ↗1248 | ↘249 | ↘241 | ↘186 |